# Club Leoncio Prado (Callao)
El Club Leoncio Prado fue un equipo de fútbol perteneciente al Colegio Militar Leoncio Prado del Distrito de La Perla, de la Provincia Constitucional del Callao del Perú.

## Historia
Su participación en el fútbol comenzó inicialmente en los campeonatos entre instituciones educativas del Callao y de Lima. Luego comenzó a jugar encuentros con clubes del Callao como: Unión Callao, KDT Nacional, José Gálvez, English Comercial School, Club Bolívar, Atlético Grau N°1, Sport Dinámico, Atlético Grau No.2, National F.B.C., Atlético Chalaco, 2 de Mayo entre otros equipos.
Participó pocas temporadas en la Liga Peruana de Fútbol, en la División Distrital del Callao y posteriormente en la Tercera División Provincial de Lima y Callao. Finalmente el club Leoncio Prado, desistió en seguir participando.

## Actualidad
El Colegio Militar Leoncio Prado y su equipo de fútbol se encuentra desafiliado de la Federación Peruana de Fútbol. Sin embargo, participa en torneos de fútbol, organizados entre universidades e instituciones privadas, públicas y instituciones castrenses del Perú. Además de otras disciplinas como   basketball, fulbito, futsal, fútbol 7, etc. A su vez, en campeonatos de fútbol máster entre colegios y instituciones militares peruanas.
Desde el 2015 a la fecha, las divisiones de menores de la Universidad de San Martín de Porres, entrenan en las instalaciones de Colegio Militar Leoncio Prado, gracias al convenio realizado entre ambas instituciones. A su vez, por varios años, el complejo deportivo de la institución, es utilizado como sede de la Liga Distrital de Bellavista-La Perla y los torneos de Interligas Chalacas de la Copa Perú.
El club se afilió y participó al torneo organizado por el Gobierno Regional del Callao, la Copa IEFA.

## Uniforme
Evolución Indumentaria.
| Titular 1 | Titular 2 | Titular 3 | Titular 4 | Titular 5 | Alternativo 1 | Alternativo 2 | Alternativo 3 |

## Enlaces
- Colegio Leoncio Prado.
- Convenio Leoncio Prado - USMP Archivado el 17 de octubre de 2018 en Wayback Machine..
- Departamental del Callao 2015.
- Torneo de Fúlbito de Colegios Militares 2016.
- Equipo Principal - Copa IEFA (enlace roto disponible en Internet Archive; véase el historial, la primera versión y la última)..
- Camiseta Tradicional.

- Datos: Q5973275